# Bassano Volley
Il Bassano Volley è  una società di pallavolo maschile e femminile con sede a Bassano del Grappa, che ha militato in Serie A2 Maschile dal campionato 2003/04 al campionato 2009/10. Dopo anni di Campionati Regionali Maschili milita in Serie B dalla stagione 2023/2024 e dal 2019/2020 presenta una formazione in Serie B2 Femminile.

## Storia
La società nacque nel 1999 in seguito alla fusione di due società vicentine: la Pallavolo di Mussolente e la già presente Volley Bassano, che svolgeva però solo attività dopolavoristica per i Vigili del Fuoco di Bassano del Grappa. Esordì in A2 nel 2003-04.
La prima squadra conseguì il suo miglior risultato nella stagione 2004-05, quando si qualificò per la finale dei play-off validi per la promozione in A1, perdendo di fronte alla Terra Sarda Cagliari.
Con il settore giovanile, a cui negli ultimi anni la società si è dedicata, ha raggiunto nella stagione 2007-08 le finali nazionali Under-14 di Boy League (allenatori Mauro Marchetti, Lucio Santimaria e Carmelino Leonel).